# 孙集镇
孙集镇，是中华人民共和国安徽省亳州市利辛县下辖的一个乡镇级行政单位。

## 行政区划
孙集镇下辖以下地区：
孙集村、纪大洼村、冯楼村、许沟口村、栗寨孜村、刘营村、梁营村、宋寨村和栗土楼村。